# Cantone di Bédarrides
Il Cantone di Bédarrides era una divisione amministrativa dell'arrondissement di Avignone.
È stato soppresso a seguito della riforma complessiva dei cantoni del 2014, che è entrata in vigore con le elezioni dipartimentali del 2015.
Comprendeva i comuni di:
- Bédarrides
- Courthézon
- Sorgues
- Vedène